# Усть-Среднекан
Усть-Среднекан — упразднённый населённый пункт в Среднеканском районе Магаданской области России. До 1 апреля 1932 года назывался Средникан, поскольку населённый пункт находится вблизи впадения реки Среднекан (ранее — Средникан) в Колыму. В 1932—1937 годах здесь находилась администрация Севвостлага.

## Топоним
Название Среднекан от эвенского Хиринникан — «малое талое место», где хиринни- — «талое место» + уменьшительный суффикс -кан.

## География
Село расположено в 45 км от центра района — посёлка городского типа Сеймчан.

## История
Населённый пункт основан во время Первой Колымской экспедиции. 1 апреля 1932 года селение Средникан получило статус посёлка (села) и было названо Усть-Среднекан. Тогда же здесь разместилась администрация Севвостлага. Заключённые и вольнонаёмные вели добычу золота в бассейне реки Средникан на прииске «Среднекан» («Среднеканский»). В последующие годы, после смерти Сталина, добычу золота в этом районе вело Северовостокзолото.
После того как золотые прииски истощились, население Усть-Среднекана резко уменьшилось, и село было упразднено в 2014 году.

## Население
В 2005 году в селе ещё проживали 185 человек в возрасте от 18 лет, однако оно стало неперспективным, и с апреля 2006 года начался процесс выселения жителей села и расселения их в другие места. С апреля 2011 село стало нежилым.
| 2002 | 2010 | 2012 | 2013 | 2014 | 2018 |
| ---- | ---- | ---- | ---- | ---- | ---- |
| 487  | ↘27  | ↘11  | ↘0   | →0   | →0   |

## Экономика
Вблизи села строится крупная (мощность 562 МВт) Усть-Среднеканская ГЭС.

## Топографические карты
- Лист карты P-56-XV,XVI. Масштаб: 1 : 200 000. Указать дату выпуска/состояния местности.